# Falácia existencial
A falácia existencial, ou instanciação existencial, é uma falácia formal. Na falácia existencial, presume-se que uma classe tem membros quando uma não é suposto ter; i.e., quando não se deve assumir uma importação existencial. Não se confundir com 'Afirmação do consequente', como em "Se A, então B. B. Portanto A".
Um exemplo seria: "Todos os unicórnios têm um corno na sua testa". Não implica que existam unicórnios em geral no mundo, e assim não se pode assumir que, se a declaração for verdadeira, em algum lado exista um unicórnio no mundo (com um corno na sua testa). A declaração, se assumida como verdadeira, implica apenas que se houvesse unicórnios, cada teria definitivamente um corno na sua testa.

## Visão geral
Uma falácia existencial é cometida num silogismo categórico medieval porque tem duas premissas universais e uma conclusão particular sem a assunção que pelo menos um membro da classe exista, uma assunção que não é estabelecida pelas premissas.
Na lógica moderna, a pressuposição que uma classe tem membros é vista como inaceitável. Em 1905, Bertrand Russell escreveu um ensaio intitulado "A Importação Existencial da Proposição", no qual ele chamou esta abordagem Booleana "interpretação de Peano"
Esta falácia não ocorre em entimemas, onde premissas escondidas necessárias para fazer o silogismo válido assumem a existência de pelo menos um membro da classe.[carece de fontes?]

## Exemplos
- Todos os intrusos serão julgados.
- Portanto, alguns dos julgados terão sido intrusos.[2]

Isto é um falácia porque a primeira declaração não necessita da existência de qualquer intruso real (afirmando apenas o que aconteceria se algum existir), e portanto não prova a existência de qualquer intruso. Notando que isto é uma falácia quer alguém tenha sido intruso ou não.